# Anisoptera laevis
Anisoptera laevis är en tvåhjärtbladig växtart som beskrevs av Ridley. Anisoptera laevis ingår i släktet Anisoptera och familjen Dipterocarpaceae. Inga underarter finns listade i Catalogue of Life.